# 舊市政廳 (塔博爾)

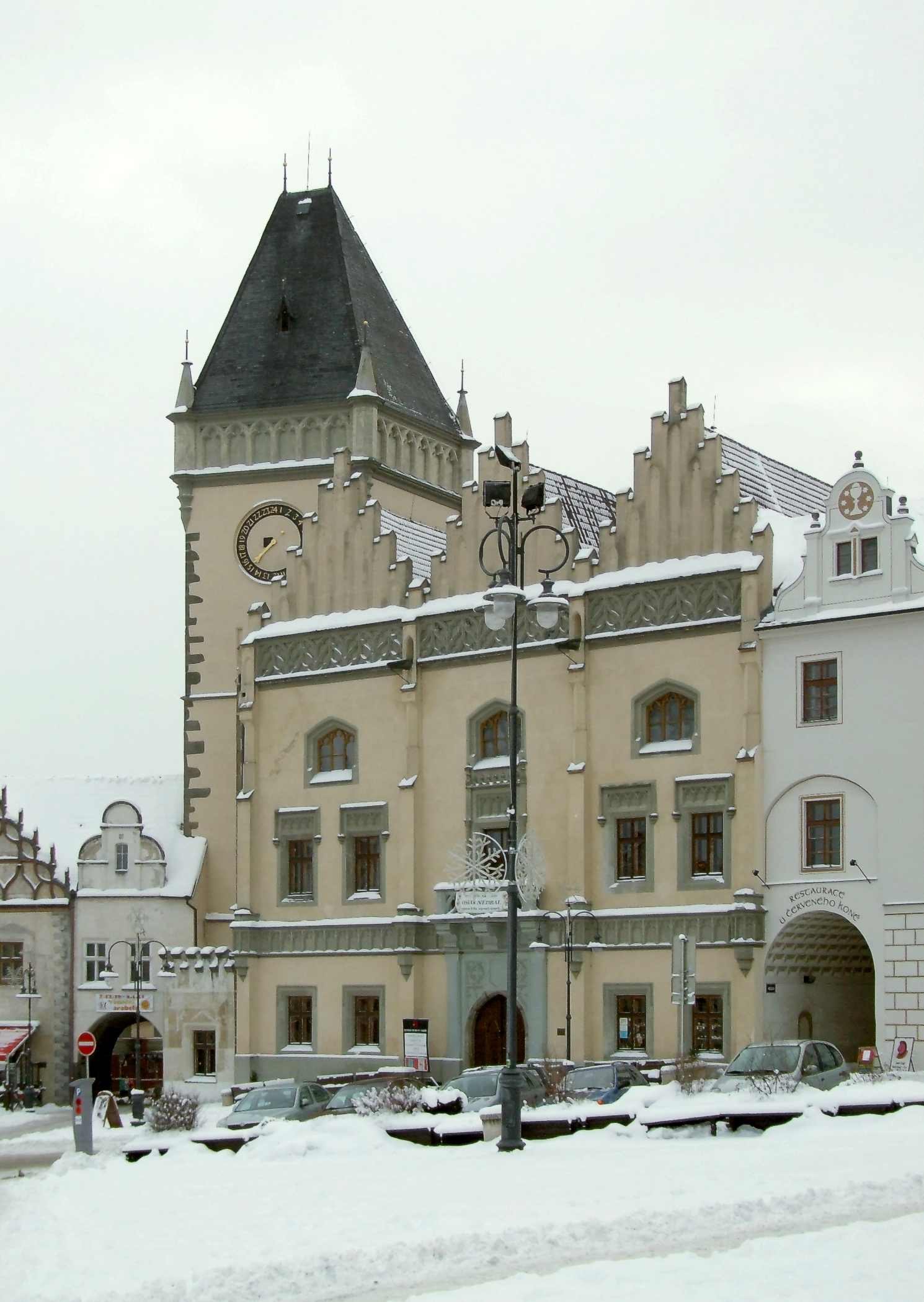

舊市政廳（Stará radnice）是位於捷克城市塔博爾的一座建築，也是捷克後期哥特式建築的代表作之一。舊市政廳可能於16世紀初期開始修建。17世紀時，舊市政廳進行改建，增加了巴洛克風格元素。1878年，舊市政廳又改建回哥特式建築。